# Manfred Horvath (Fotograf)
Manfred Horvath (* 13. August 1962 in Eisenstadt) ist ein österreichischer Fotograf.

## Leben
Manfred Horvath widmete sich nach dem Studium der Biochemie seit 1989 vollständig der Fotografie. Er ist Gründungsmitglied der Fotoagentur Anzenberger. Seine Arbeitsschwerpunkte liegen im Bereich der Reportage, Landschafts- und Porträtfotografie sowie der Industriefotografie, Forschung und Technik. Als freier Fotograf (Fotojournalist) erschienen seither hunderte seiner Fotoessays und Reportagen u. a. in: Stern, Focus, Globo, Smithsonian, Abenteuer und Reisen, Neue Zürcher Zeitung, Merian, Bell'Europa, Spiegel, Freizeit Kurier.
Er lebt in Wien und im Burgenland.

## Veröffentlichungen
- The Wine and Food of Austria. Mitchell Beazley Publishers, London 1992.
- Dorfgeschichten. (Fotos zum Text von Manfred Chobot). Verlag Bibliothek der Provinz, Weitra 1992, ISBN 3-900878-84-6.
- Budapest. Verlag Schroll, Wien, 1993.
- Salzburg. Verlag Schroll, Wien, 1995.
- Eisenstadt. Stadt-Bilder. (Text: Heinz Janisch und Gerald Schlag). Verlag Bibliothek d. Provinz, Weitra 1995, ISBN 3-85252-050-7.
- Wien, Portrait einer Weltstadt. Brandstätter Verlag, Wien 1998.
- Die Donau. Stationen am Strom. (Text: Mella Waldstein). Verlag Bibliothek d. Provinz, Weitra 1998, ISBN 3-85252-049-5.
- Stadtgeschichten. (Fotos zu Erzählungen von Manfred Chobot). Verlag Bibliothek d. Provinz, Weitra 1999, ISBN 3-85252-287-0.
- Kunstführer Wien. DuMont, Köln, 1999.
- Riesenrad. Brandstätter Verlag, Wien 2000.
- Niederösterreich. Das weite Land. NP Buchverlag, St. Pölten 2001.
- Joseph Haydn. Meine Sprache versteht man durch die ganze Welt. Brandstätter Verlag, Wien 2001.
- Stille Nacht. Brandstätter Verlag, Wien 2002.
- Neusiedlersee. Natur- und Kulturlandschaft. Brandstätter Verlag, Wien 2003.
- Die Steiermark. Verlag Michael Horowitz, Wien, 2005.
- Die Farben Istriens. Brandstätter Verlag, Wien 2006.
- mit Christa Fischer-Korp: Das Mostviertel. Kunst, Kultur und Küche. Verlag Bibliothek d. Provinz, Weitra 2010, ISBN 978-3-85252-761-1.
- mit Brigitte Krizsanits: Das Leithagebirge. Grenze und Verbindung. Verlag Bibliothek d. Provinz, Weitra 2012, ISBN 978-3-99028-172-7.
- Das Weinviertel. Mehr als Idylle. (Red.: Mella Waldstein), Verlag Bibliothek d. Provinz, Weitra 2013, ISBN 978-3-99028-200-7.
- mit Brigitte Krizsanits: Eisenstadt. Verlag Bibliothek d. Provinz, Weitra 2015, ISBN 978-3-99028-477-3.
- mit Susanna Steiger-Moser: Die Fischerkirche. Verstecktes Juwel in Rust. Verlag Bibliothek der Provinz, Weitra 2019, ISBN 978-3-99028-872-6.

## Ausstellungen
- 1990 Gloriette Eisenstadt / „China“
- 1993 Cselley Mühle / „Dorfbilder“
- 1996 Historisches Museum der Stadt Wien / „1000 Jahre Österreich. Die Donau. Eine Reise“
- 2000 EXPO Hannover / „Österreich“
- 2002 Sammlung Essl, Klosterneuburg / „Klosterneuburg Stadtportrait“
- 2004 Naturhistorisches Museum / „Burgenland“
- 2005 Rathausgalerie Eisenstadt – Kulturzentrum Sanuki (Japan) / „Gefrorene Musik“